# التاية الطريفي
التاية الطريفي ولدت التاية ابوعاقلة الطريفي وترعرت في قرية نور الجليل بمحلية الدندر بولاية سنار 

## المراحل الدراسية
درست التاية الطريفي المرحلة الابتدائية والثانوية بولاية سنار ، ثم إلتحقت بكلية التربية جامعة الخرطوم 

## تاريخ الوفاة
تعتبر التاية الطريفي أول قتيلة للحركة الطلابية في فترة حكم الحركة الإسلامية للسودان ، وأغتيلت في ديسمبر 1989 

## سبب الإستشهاد
تم اغتيالها بعد مداهمة القوات الأمنية حرم جامعة الخرطوم واستخدام الرصاص الحي بعد تظاهرة أو وقفة احتجاجية ضد انقلاب الحركة الإسلامية عام 1989 